# إدميريات
إدميريات أو خنافس بثرية كاذبة أو الخنافس الآكلة لحبوب اللقاح أو فصيلة أوديميريدي (الاسم العلمي: Oedemeridae)، هي فصيلة حشرات واشعة دامنة من رتبة غمديات الأجنحة تضم 100 جنس و1500 نوع، معظمها من حشرات البلاد المعتدلة الحرارة. تألف أزهار النباتات الدغلية والجبلية. مسرحها لا قياسي الزمن، منها الضوئي والدغوشي والدجوي. اجسامها صغيرة القد أو متوسطة. جميعها مستطيلة الشكل، مستعرضة الرؤوس، ناشزة الأخطام، خيطية الزباني المركبة من 9 إلى 12 فصلة. كواسلها واغمادها وجرامزها متباينة الأشكال. ارساغها الخلفية رباعية العقل، ارساغها الوسطى والأمامية خماسيا. يرقاتها دامنة تعيش حيث تنقف، على الأخشاب السائرة نحو الأنحلال. أشهر اجناسها الإدميرة والأنكوميرة.